# هاردگسن
شهر هاردگسندر ایالت نیدرزاکسن در کشور آلمان واقع شده‌است.